# Remington Rolling Block
Le Remington Rolling Block est un fusil à un coup à chargement par la culasse fabriqué par Remington de 1867 à 1918 à 2 millions d'exemplaires pour le seul marché militaire. Son nom vient de son mécanisme de culasse à bloc rotatif qui se dit Rolling Block en anglais.

## Présentation
Conçu à l'origine par Joseph Rider en 1864, le modèle original du Rolling Block a été finalisé trop tard pour être utilisé pendant la Guerre de Sécession :
- Le Rolling Block M1866 est fusil mono-coup est bâti autour du mécanisme à bloc roulant. Dans ce type de mécanisme d'arme à feu, la culasse est fermée par un bloc de culasse circulaire qui tourne ou roule sur une goupille.
- Sa popularité parmi les soldats US ou étranger était due en partie à son mécanisme très solide et robuste, qui pouvait supporter la pression accrue générée par les nouvelles cartouches à poudre sans fumée qui sont devenues d'usage courant à la fin des années 1880-1890 avec la création du Rolling Block M1897. Sa dernière version militaire dotée d'un éjecteur est le Rolling Block M1897.
- Le Rolling Block, sous la formes des M1870 Navy et M1871 Navy, a été largement utilisé par l'Armée américaine et les tribus amérindiennes tout au long des guerres indiennes comme armes de complément.

## Variantes militaires
Des Rolling Block de type militaire ont été produits, sous licence, par la Suède, la Norvège et le Danemark à partir de 1867 puis par l'Espagne en 1869 et enfin les Pays-Bas en 1873 :
- Bagladeriffel M1867 : version destinée au marché danois dont environ 80 000 pièces ont été produites. 40 540 exemplaires ont été fabriqués par E. Remington and Sons entre 1867 et 1870 et le reste a été fabriqué par l'usine d'armes de Copenhague (Geværfabrik Kjobenhaven) entre 1870 et 1888. Il a été configuré pour utiliser la cartouche à percussion annulaire de 11,7 x 51 mm. Il avait une crosse de bracelet droite et trois élévateurs retenus par ressort et comportait des hausses arrière réglables jusqu'à 1 370 mètres. Le fusil pèse 9,25 livres, a une longueur totale de 50,4 pouces et un canon de 35,7 pouces avec des rayures à 5 lignes. 4
- Karabinen for rytter, artilleri og ingeniør M1867 : Version destinée au marché danois dont environ 7 000 unités ont été produites (1 800 par E. Remington and Sons et 5 200 par la Copenhagen Arms Factory) et était essentiellement une version raccourcie du *Bagladeriffel m/ 1867 en le même calibre. Il y avait 3 sous-versions de cette carabine avec de légères différences les unes par rapport aux autres : carabine d'artillerie, carabine de cavalerie et carabine du génie. Son poids est de 6,95 livres, sa longueur totale est de 36 pouces et son canon est de 21,05 pouces. 4
- Flådens Bagladeriffel M1867/93 : Conversion réalisée en 1893 en plusieurs Bagladeriffel M1867 par la Copenhagen Weapons Factory qui comprenait un nouveau canon et un nouveau garde-main, un viseur réglable à 2 000 mètres et la possibilité de monter une baïonnette M1893. Le fusil a été configuré pour utiliser la cartouche 8x58R Krag , son nouveau poids total étant de 8,4 livres, avec une longueur totale de 40,25 pouces et un canon de 29,15 pouces avec des rayures à 6 lignes. 4
- Fusil égyptien M1868 : Version commandée par le gouvernement égyptien et fabriquée par E. Remington and Sons . Environ 160 000 exemplaires furent produits, dont 100 000 furent vendus à la France pendant la guerre franco-prussienne . Les fusils égyptiens étaient similaires au Standard American Roling Block avec 3 bandes retenues par ressort. Ils ont été configurés pour utiliser la cartouche 11,43x 50 R. Son poids était de 9,15 livres, sa longueur était de 50,3 pouces et son canon mesurait 35 pouces avec des rayures à 5 lignes.
- Navy Rifle M1870 : Version fabriquée par Springfield Armory en calibre 50-70 pour la marine américaine via Navy Ordnance. Dix mille exemplaires furent produits, vendus à Poultney & Trimble puis revendus à la France pendant la guerre franco-prussienne. Plus tard, il a été commandé d'être fourni avec 12 000 exemplaires supplémentaires également fabriqués par Springfield Armory avec des viseurs réglables à 1 000 mètres. Son canon avait 3 lignes de rayures d'une longueur de 32,65 pouces, son poids était de 9 livres et sa longueur totale était de 48,65 pouces.
- Army Rifle M1871 : similaire au M1870 mais avec un boulon de verrouillage amélioré pour éviter les accidents. 10 000 unités furent produites par Springfield Armory depuis 1872 pour la cavalerie de l'armée américaine. Il était chambré pour la cartouche 50-70 , avec une longueur totale de 51,75 pouces, un poids de 9,25 livres, un canon de 36 pouces avec 3 lignes de rayures et un viseur réglable à 1 000 mètres. Une fois le nouveau verrou rejeté par l'armée américaine, la milice de l'État de New York a décidé d'acquérir 21 000 unités supplémentaires. 4

- Remingtongevær M1867 : Version adoptée par la Suède et la Norvège dont 5 000 exemplaires ont été fabriqués par Husqvarna Våpenfabrik en Suède, 1 500 par l'Usine d'armement de Kongsberg et des centaines d'autres par le Hovedarsenalet de Christiana (aujourd'hui Oslo) en Norvège, en plus de 10 000 autres exemplaires fabriqués par E. Remington & Sons pour la Suède. Il avait une lunette graduée jusqu'à 1 030 mètres et était configuré pour utiliser la cartouche à percussion annulaire de 12,7 x 42 mm. La version norvégienne pesait 9,92 livres, avec un canon de 37,3 pouces et une longueur totale de 53,45 pouces, tandis que la version suédoise pesait 9,33 livres avec un canon de 36 pouces et une longueur totale de 53,35 pouces. Certains fusils suédois survivants ont été modifiés pour tirer la cartouche d'entraînement 10,15x61 mm R .
- Fusil de cadet M1867/89 : version à double pince adoptée par l'armée suédoise et configurée pour utiliser la cartouche 8x58 mm Krag. sa longueur est de 43,7 pouces, son canon est de 27,55 pouces et son poids est de 8,27 livres.

- Remingtonkarabin pour kavaleriet M1888 : Conversion d'environ 1 500 pièces du fusil M1867 par Kongsberg Vapenfabrikk qui comprenait une nouvelle crosse, un viseur gradué à 1 600 mètres et un canon désormais configuré pour la cartouche 8x58 R Krag. Son poids était de 8,37 livres, son canon mesurait 24,2 pouces et sa longueur totale était de 40,35 pouces.
- Fusil nord-américain Remington M1871 : version fabriquée par Remington adoptée par l'Espagne pour être utilisée par l'armée d'outre-mer à Cuba. Il était caractérisé par 3 bandes de détente à ressort, une découpe concave et un viseur gradué à 1000 mètres. Il a été configuré pour utiliser la cartouche d 11x50 mm R; Son canon mesure 35,1 pouces avec 5 lignes de rayures, sa longueur totale est de 50,3 pouces et son poids est de 9,26 livres. Il a ensuite été fabriqué par les usines d'armes d'Oviedo et Euscalduna de Placencia. Les versions de fabrication espagnole avaient un canon de 37 pouces avec 6 lignes de rayures, une longueur totale de 51,75 pouces et un poids de 9 livres.
- Carabine Remington M1870 : Version fabriquée par l'usine d'armes d'Oviedo pour les carabiniers espagnols et dont environ 6 000 exemplaires ont été fabriqués. Il est similaire au M1871 espagnol, avec des différences de longueur et une bande de retenue en moins. Son canon mesure 27,15 pouces avec 6 lignes de rayures, sa longueur totale est de 42,15 pouces et son poids est de 8,6 livres. 4
- Mousqueton Remington M1871 : similaire au fusil et à la carabine espagnols de 1870-71, avec de légères différences de dimensions et l'utilisation de pinces à vis au lieu de pinces à ressort. Ils ont été fabriqués par Orbea Hermanos pendant les guerres carlistes . Son canon mesurait 32,3 pouces avec 6 lignes de rayures, pour la cartouche 11×58mmR sa longueur totale était de 46,85 pouces et son poids était de 8,85 pouces. Euscalduna de Placencia fabriquait également ce type de fusil pendant ladite guerre avec de légères variations au niveau de ses dimensions.
- Fusil Remington pour les Gardes du Roi : Produit par la Manufacture d'Armes d'Oviedo en petites quantités (entre 300 et 500 unités) pour la protection du roi Amédée Ier , il disposait de 3 pinces, d'un viseur gradué à 1 000 mètres et de la possibilité d'adapter la baïonnette. Son canon mesurait 37 pouces avec 6 lignes de rayures, 51,75 pouces de longueur totale et 9,37 livres de poids.
- Tercerola Remington M1871 : version semi-expérimentale calibre 11 × 58 mm R fabriquée par l'usine d'armes d'Oviedo en 1885, dont 25 880 exemplaires ont été produits. La crosse était fixée au canon par une seule pince à vis et ses viseurs étaient réglés à 600 mètres. Son canon mesurait 23,15 pouces avec 6 lignes de rayures, 37,9 pouces de longueur totale et 7,23 livres de poids. 4
- Mousqueton Remington M1874 : Variante du M1871 avec 2 pinces adoptée par le Corps du Génie et les Artilleurs Carrés et plus tard par la Brigade d'Administration Militaire d'Espagne. 15 500 unités ont été fabriquées par l'usine d'armes d'Oviedo configurées pour la cartouche 11x58 mm R et avec des viseurs gradués à 600 mètres. Sa longueur totale est de 37,9 pouces, son canon de 23,15 pouces et son poids de 7,65 livres.
- Carabine Remington pour Dragons M1889 : Version adoptée par la cavalerie espagnole avec 2 pinces à ressort, élévation de visée graduée à 1 200 mètres et configurée pour la cartouche 11x58R, dont seulement 650 exemplaires ont été fabriqués par l'usine d'armes d'Oviedo . Son canon mesure 31,55 pouces de long avec 6 lignes de rayures, une longueur totale de 46,25 pouces et un poids de 8,7 livres.

- Fusil Remington M1897 : Version commandée par le gouvernement mexicain et distribuée par Marcellus Hartley & Co. entre 1897 et 1902. Elle avait une dragonne droite, un protège-main qui allait de la carcasse à la bande de retenue du canon avec possibilité d'adapter une baïonnette et sa visée était graduée à 1 900 mètres. Le canon portait gravée l'inscription « 7 MMSM » (calibre 7 mm, modèle espagnol). Il était configuré pour utiliser la cartouche 7x57 mm , son canon mesurait 30 pouces, sa longueur totale était de 45,5 pouces et son poids était de 8,5 livres. 4
- Carabine Remington M1897 : Version réduite du fusil M1897 pour le marché mexicain et sans possibilité d'adapter les baïonnettes. Son viseur était gradué à 1 300 mètres, son canon mesurait 20 pouces, sa longueur était de 36 pouces et son poids était de 7,5 livres.
- Fusil Remington Mle 1915 : Version fabriquée par Remington pour la France pendant la Première Guerre mondiale et qui était fondamentalement la même que la version mexicaine mais avec un éjecteur amélioré. Il a été configuré pour utiliser la cartouche 8x51 mm.100 000 unités ont été commandées.

### Utilisation militaire
Les carabines et fusils militaires Rolling Blocks et leurs copies ont été produits dans différents calibres et ont été utilisés de nombreux pays :
- Argentine
- Chili
- Chine impériale
- Colombie
- Costa Rica
- Cuba
- Danemark (1867-1889)
- Equateur (1876)
- Khédivat d'Egypte
- États pontificaux : Carabines et fusils M1868 fournis par la firme belge Nagant.
- États-Unis
- France (1870-1918)
- Royaume de Grèce
- Honduras
- Empire austro-hongrois
- Empire du Brésil
- Royaume d'Italie
- Empire du Japon
- Grand-Duché de Luxembourg
- Mexique
- Monaco : Compagnie des Carabiniers du Prince[1]
- Norvège
- Pays-Bas
- Perse
- Pérou
- Porto Rico
- Philippines : Katipunan
- Royaume-Uni
- République dominicaine
- Salvador
- Suède
- Uruguay